# Ami Otaki
Ami Otaki (大滝 麻未, Ōtaki Ami, Hiratsuka, 28 juli 1989) is een Japans voetbalster die als aanvaller speelt bij JEF United Chiba.

## Carrière

### Clubcarrière
Otaki begon haar carrière in 2012 bij Olympique Lyonnais. Met Frankfurt werd zij in 2011/12 kampioen van Europa. Ze tekende in 2013 bij Urawa Reds. Met deze club werd zij in 2014 kampioen van Japan. Ze tekende in december 2014 bij En Avant de Guingamp. Daarna speelde zij bij Paris FC (2017), Nippatsu Yokohama FC Seagulls (2018) en JEF United Chiba (2019).

### Interlandcarrière
Otaki maakte op 20 juni 2012 haar debuut in het Japans vrouwenvoetbalelftal tijdens een vriendschappelijke wedstrijd tegen Zweden. Ze heeft drie interlands voor het Japanse elftal gespeeld.

## Statistieken
| Japans vrouwenvoetbalelftal | Japans vrouwenvoetbalelftal | Japans vrouwenvoetbalelftal |
| Jaar                        | Wed.                        | Dlp.                        |
| --------------------------- | --------------------------- | --------------------------- |
| 2012                        | 1                           | 0                           |
| 2013                        | 2                           | 0                           |
| Totaal                      | 3                           | 0                           |